# Vanessa chinganensis
Vanessa chinganensis är en fjärilsart som beskrevs av Otto Kleinschmidt 1929. Vanessa chinganensis ingår i släktet Vanessa och familjen praktfjärilar. Inga underarter finns listade i Catalogue of Life.